# 川北麗美
川北 麗美（かわきた れみ、1992年2月20日 - ）は、日本の女性アイドル。石川県小松市のご当地アイドルPiccola Pinoの元メンバー。バクステ外神田一丁目、Girls Beat!!、おやゆびプリンセス（特務メンバー）の元メンバー。ニックネームは「れみぷぅ」。キャッチフレーズは「三度の飯より癒されみぷぅ」。石川県川北町出身。現在はソロアイドルとして活動中。2020年12月8日、加賀れみに改名。

## 概要
- 主にソロアイドルとして活動中。
- 北陸アイドルプロジェクト所属。

## 来歴
- 2012年7月31日 バクステ外神田一丁目の2.5期生で加賀麗美として加入。
- 2013年5月31日 バクステ外神田一丁目を卒業。
- 2014年2月10日 みんなでつくる！ガールズユニットプロジェクトガールズユニット「Girls Beat!!」を結成。喜多麗美名義。
- 2014年6月1日 みんなでつくる！ガールズユニットプロジェクト 第1回メンバーオーディションのメンバーとして事務所との契約。
- 2015年5月31日 みんなでつくる！ガールズユニットプロジェクトとの契約を終了。「Girls Beat!!」を脱退。
- 2015年7月 地元石川県に戻り、ソロアイドルとして北陸アイドルプロジェクトに所属。
- 2015年8月1日に「東京アイドルフェスティバル」におやゆびプリンセスと出演しアイドルとして活動を再開。
  - 北陸を中心に中京圏、関東、関西も視野にソロアイドルとして活動を展開していた。
- 2015年12月29日を持って、一時芸能界を引退。
- 2019年9月16日 北陸アイドルフェスティバルにて小松市のご当地アイドル「Piccola Pino」の0期生 REMIとしてデビュー。それに伴い、芸能活動を再開。
- 2019年12月1日ソロアイドルとしての活動を再開。オリジナル曲をお披露目。
- 2020年秋頃 Piccola Pinoでの活動を終了。
- 2020年12月8日 芸名を「REMI」から「加賀れみ」に改名し、活動を本格化させた。

## 人物
- 高校時代にバトントワリングの全国大会で全国1位になったことがある。

## バクステ外神田一丁目に在籍時の履歴

### 人物
- AKIHABARAバックステージpassの7月31日 21時ステージで2.5期生 加賀麗美（かがれみ）としてお披露目。
- キャッチフレーズは「こう見えて特技はアクロバット、バクステイチ輝きたい加賀ちゃんこと加賀麗美です。」
- アクロバットとバトンが得意で、ステージで間奏中などに側宙やバトンを披露していた。
- けろっぴが好き。
- 食べることが大好きでバクステ内の大食い選手権にも参加していた。

### 出演

#### MUSIC VIDEO
- REMI「Step! Step!」

#### CM
- 家具のアウトレット ファニチャーエクスプレス（2020年～）
- らうめん侍（2020年～）

#### イベント
- 出雲崎町 震災復興イベント きずなV 2012 「元気アイドル 大集合！」(2012年10月6日、道の駅 越後出雲崎天領の里)
- Live5pb 2012(2012年11月24日、TOKYO DOME CITY HALL)
- LLPW-X『Brand New Start ～新たなるチャレンジ～』(2012年12月29日、赤坂BLITZ)
- 新春アイドル横丁まつり！！～2013～ (2013年1月3日、渋谷公会堂)
- ヨロピクピクヨロ発売イベント(2013年1月31日、タワーレコード新宿店)
- ヨロピクピクヨロ発売イベント(2013年2月3日、MEGAWEB)
- FPR Girls Live Vol.5 (2013年2月17日、テレビ朝日 多目的スペースumu)
- Live around the idol vol.6 (2013年3月13日、名古屋X-HALL)
- つんつべ♂プレゼンツ 春の大感謝祭 (2013年3月17日、新宿BLAZE)

#### 書籍
- るるぶ東京遊び場コンプリートガイド'13～'14 (株式会社JTBパブリッシング P56に記載)
- 5pb. WORKS for FREAKS 2012年12月号(5pb)

#### テレビ・ラジオ・インターネット・映像等
- バクステ外神田一丁目 2012年9月度 表彰式(2012年10月10日、ニコニコ動画)
- バクステ外神田一丁目⑦ キミオシアイドルを探せ！(2012年10月18日、インターネット)
- つんつべ♂ #69(2012年10月19日、TOKYO MX)
- つんつべ♂ #70(2012年10月26日、TOKYO MX)
- バクステ外神田一丁目 2012年10月度 表彰式(2012年11月5日、ニコニコ動画)
- つんつべ♂ #75(2012年11月30日、TOKYO MX)
- つんつべ♂ #76(2012年12月7日、TOKYO MX)
- バクステ外神田一丁目 2012年11月度 表彰式(2012年12月10日、ニコニコ動画)
- バクステ外神田一丁目「ヨロピク ピクヨロ！」(2012年12月21日)
- つんつべ♂番外編バクスタ！2012年もお疲れ様大晦日7時間SP(2012年12月31日、ニコニコ動画)
- WAO流 KAWAII PATEEN REPORT AKIHABARA #03(2013年1月9日-、インターネット)
- chay「makeup 80's」(2013年1月18日-、インターネット)
- THE WORKSせず(2013年1月28日、響ラジオステーション)
- つんつべ♂ #84(2013年1月31日、TOKYO MX)
- THE WORKSせず(2013年2月3日、FM NACK5)
- The MONDO Times #17(2013年2月20日、MONDO TV)
- WAO流《RYU》JAPAN(2013年2月27日、インターネット)
- バクステ外神田一丁目 2013年2月度 表彰式(2013年3月5日、ニコニコ動画)

### 表彰
- 2012年9月度 グッドポイント パフォーマンス部門2位(2012年10月10日)
- 2012年10月度 マンスリーランキング7位(2012年11月5日)
- 志倉千代丸枠でインディーズセカンドシングル「ヨロピクピクヨロ」ジャケット選抜入り(2012年11月5日)
- 2013年2月度 マンスリーランキング2位(2013年3月5日)

### ディスコグラフィ
- インディーズセカンドシングル「ヨロピク ピクヨロ」(通常版のジャケットのメンバー)
- メジャーデビューシングル「バイトファイター」(初回限定盤Bのジャケットのメンバー)
- バクステ外神田一丁目2012総集編スペシャルDVD-BOX
- chay「makeup 80's」(PVにバクステ外神田一丁目としてゲスト出演)

## Girls Beat!!に在籍時の履歴

### ディスコグラフィ
- ファーストシングル「世界征服」
- セカンドシングル「まだ、やれる」